# Stempellina fasciata
Stempellina fasciata är en tvåvingeart som beskrevs av Jean-Jacques Kieffer 1922. Stempellina fasciata ingår i släktet Stempellina och familjen fjädermyggor.
Artens utbredningsområde är Tjeckien. Inga underarter finns listade i Catalogue of Life.